# 糸我村
糸我村（いとがむら）は、和歌山県有田郡にあった村。現在の有田市糸我町各町にあたる。

## 地理
- 山岳：雲雀山
- 河川：有田川

## 歴史
- 1889年（明治22年）4月1日 - 町村制の施行により、中番村・西村の区域をもって発足。
- 1954年（昭和29年）1月19日 - 箕島町・保田村・宮原村と合併して有田町が発足。同日糸我村廃止。